# Tanganjika-Leuchtaugenfisch
Der Tanganjika-Leuchtaugenfisch (Lamprichthys tanganicanus) ist eine Art aus der Familie der Afrikanischen Leuchtaugenfische (Procatopodidae).

## Vorkommen
Lamprichthys tanganicanus kommt im Tanganjikasee in Afrika, sowie im Lukuga, dem Abfluss des Tanganjikasees zum Kongo vor. Im Tanganjikasee lebt er in größeren Schwärmen in der Nähe von Felsküsten.

## Erscheinungsbild
Lamprichthys tanganicanus wird 12–14 cm lang, die Weibchen bleiben etwas kleiner. Die Unterscheidung der Geschlechter ist mit Eintritt der Geschlechtsreife einfach, da die Weibchen einfarbig silbrig-grau gefärbt bleiben, während die Männchen eine feine gelbe Zeichnung und blau schimmernde Leuchtschuppen entwickeln.
Auch schon vor der Geschlechtsreife sind die Geschlechter daran zu unterscheiden, dass die Rückenflosse beim Männchen breiter ist und die Afterflosse breiter aber viel kürzer ist als beim Weibchen.

## Fortpflanzung
Das Weibchen drückt die Eier in eine Felsspalte oder ein anderes geeignetes Substrat, während diese gleichzeitig vom Männchen befruchtet werden. Das Gelege wird nicht bewacht.

## Aquaristik
Lamprichthys tanganicanus wird selten im Handel angeboten. Es handelt sich zwar um einen außerordentlich prächtig schimmernden Fisch, die Art gilt jedoch als heikel. Schuld daran ist die Empfindlichkeit gegenüber höheren Nitratwerten und Stress sowie die Anfälligkeit für Verpilzung.
Wenn man diese Tiere im Aquarium halten will, dann sollte dieses mindestens 150 cm lang sein. Es muss eine Abdeckung haben, da die Fische gute Springer sind. Daneben sind häufige Wasserwechsel und Nitratreduzierendes Filtermaterial zwingend erforderlich. Es sollten zu einem Männchen mindestens 3 Weibchen gehalten werden, da die Männchen auch gegenüber den Weibchen sehr aggressiv sind, insgesamt sollte eine Gruppe von mindestens 8 Fischen gehalten werden.

## Belege
1. ↑  Sven O. Kullander und Tyson R. Roberts: Out of Lake Tanganyika: endemic lake fishes inhabit rapids of the Lukuga River. Ichthyol. Explor. Freshwaters, Vol. 22, No. 4, Dezember 2011© 2011 by Verlag Dr. Friedrich Pfeil, München, Germany – ISSN 0936-9902
2. ↑  Gerhard Schreiber & Jürgen Schmidt: Killifische. Seite 89, bede-Verlag GmbH, Ruhmannsfelden 2000, ISBN 3-931792-88-9
3. ↑  Wally Kahl / Burkard Kahl / Dieter Vogt, Kosmos Atlas Aquarienfische, Seite 160, Franckh-Kosmos Verlags-GmbH & Co Stuttgart 2003, ISBN 3-440-09476-6
4. ↑  Hans J. Mayland, Süßwasser Aquarium, Seite 210, Falken Verlag Niedernhausen 1985, ISBN 3-8068-4191-8